# Elución
No debe confundirse con elusión, de eludir.

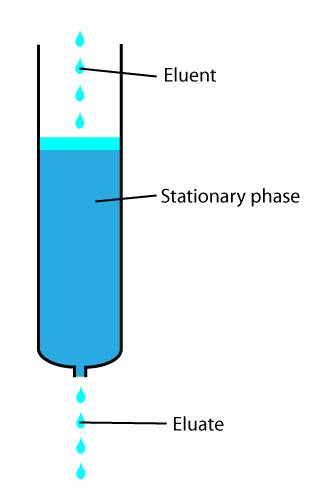
Columna de cromatografía

En química analítica y orgánica, la elución (acción y efecto de eluir, a su vez del latín eluēre, "lavar", "enjuagar", "quitar limpiando") es el proceso de extraer un material de otro lavando con un solvente; como en el lavado de resinas de intercambio iónico cargadas para eliminar los iones capturados.
En un experimento de cromatografía líquida, por ejemplo, un analito generalmente se adsorbe, o se "une a", un adsorbente en una columna de cromatografía líquida. El adsorbente, una fase sólida (fase estacionaria), es un polvo que se recubre sobre un soporte sólido. Según la composición de un adsorbente, puede tener distintas afinidades para "retener" otras moléculas, formando una película delgada en la superficie de sus partículas. Entonces, la elución es el proceso de eliminar los analitos del adsorbente haciendo pasar un disolvente, llamado "eluyente", más allá del complejo adsorbente/analito. A medida que las moléculas de disolvente "eluyen", o viajan hacia abajo a través de la columna de cromatografía, pueden pasar por el complejo adsorbente/analito o pueden desplazar el analito uniéndose al adsorbente en su lugar. Una vez que las moléculas de disolvente desplazan el analito, el analito se puede sacar de la columna para su análisis. Esta es la razón por la que cuando la fase móvil sale de la columna, normalmente fluye hacia un detector o se recolecta para el análisis de composición.
Predecir y controlar el orden de elución es un aspecto clave de los métodos cromatográficos en columna.

## Serie eluotrópica
Una serie eluotrópica es una lista de varios compuestos en orden de poder de elución para un adsorbente dado. El "poder de elución" de un disolvente es en gran medida una medida de qué tan bien el disolvente puede "extraer" un analito del adsorbente al que está unido. Esto sucede a menudo cuando el eluyente se adsorbe en la fase estacionaria, desplazando el analito. Dichas series son útiles para determinar los disolventes necesarios para la cromatografía de compuestos químicos. Normalmente, una serie de este tipo progresa de disolventes no polares, como n-hexano, a disolventes polares como metanol o agua. El orden de los disolventes en una serie eluotrópica depende tanto de la fase estacionaria como del compuesto utilizado para determinar el orden.
| Fuerza de adsorción (menos fuertemente adsorbida → más fuertemente adsorbida) | Fuerza de adsorción (menos fuertemente adsorbida → más fuertemente adsorbida) | Fuerza de adsorción (menos fuertemente adsorbida → más fuertemente adsorbida) | Fuerza de adsorción (menos fuertemente adsorbida → más fuertemente adsorbida) | Fuerza de adsorción (menos fuertemente adsorbida → más fuertemente adsorbida) | Fuerza de adsorción (menos fuertemente adsorbida → más fuertemente adsorbida) | Fuerza de adsorción (menos fuertemente adsorbida → más fuertemente adsorbida) | Fuerza de adsorción (menos fuertemente adsorbida → más fuertemente adsorbida) | Fuerza de adsorción (menos fuertemente adsorbida → más fuertemente adsorbida) |
| ----------------------------------------------------------------------------- | ----------------------------------------------------------------------------- | ----------------------------------------------------------------------------- | ----------------------------------------------------------------------------- | ----------------------------------------------------------------------------- | ----------------------------------------------------------------------------- | ----------------------------------------------------------------------------- | ----------------------------------------------------------------------------- | ----------------------------------------------------------------------------- |
| Hidrocarburos saturados; haluros de alquilo                                   | Hidrocarburos insaturados; haluros de alquenilo                               | Hidrocarbonos aromáticos; haluros de arilo                                    | Hidrocarburos polihalogenados                                                 | Éteres                                                                        | Ésteres                                                                       | Aldehídos y cetonas                                                           | Alcoholes                                                                     | Ácidos y bases (aminas)                                                       |

| Poder de elución (menor poder de elución → mayor poder de elución) | Poder de elución (menor poder de elución → mayor poder de elución) | Poder de elución (menor poder de elución → mayor poder de elución) | Poder de elución (menor poder de elución → mayor poder de elución) | Poder de elución (menor poder de elución → mayor poder de elución) | Poder de elución (menor poder de elución → mayor poder de elución) | Poder de elución (menor poder de elución → mayor poder de elución) | Poder de elución (menor poder de elución → mayor poder de elución) | Poder de elución (menor poder de elución → mayor poder de elución) | Poder de elución (menor poder de elución → mayor poder de elución) | Poder de elución (menor poder de elución → mayor poder de elución) | Poder de elución (menor poder de elución → mayor poder de elución) | Poder de elución (menor poder de elución → mayor poder de elución) |
| ------------------------------------------------------------------ | ------------------------------------------------------------------ | ------------------------------------------------------------------ | ------------------------------------------------------------------ | ------------------------------------------------------------------ | ------------------------------------------------------------------ | ------------------------------------------------------------------ | ------------------------------------------------------------------ | ------------------------------------------------------------------ | ------------------------------------------------------------------ | ------------------------------------------------------------------ | ------------------------------------------------------------------ | ------------------------------------------------------------------ |
| Hexano o pentano                                                   | Ciclohexano                                                        | Benceno                                                            | Diclorometano                                                      | Cloroformo                                                         | Éter (anhidro)                                                     | Acetato de etilo (anhidro)                                         | Acetona (anhidra)                                                  | Metanol                                                            | Etanol                                                             | Piridina                                                           | Ácido acético                                                      | Agua                                                               |

## Eluyente
El eluyente es la parte "portadora" de la fase móvil. Mueve los analitos a través del cromatógrafo. En cromatografía líquida, el eluyente es el disolvente líquido; en la cromatografía de gases, es el gas portador.

## Eluido
El eluido es el material analito que emerge del cromatógrafo. Incluye específicamente tanto los analitos como los solutos que pasan a través de la columna, mientras que el eluyente es solo el portador.[cita requerida]

## Tiempo de elución y volumen de elución
El tiempo de elución de un soluto es el tiempo entre el inicio de la separación (el momento en que el soluto ingresa a la columna) y el momento en que el soluto eluye. De la misma forma, el volumen de elución es el volumen de eluyente necesario para provocar la elución. En condiciones estándar para una mezcla conocida de solutos en una determinada técnica, el volumen de elución puede ser información suficiente para identificar solutos. Por ejemplo, una mezcla de aminoácidos puede separarse mediante cromatografía de intercambio iónico. En un conjunto particular de condiciones, los aminoácidos eluirán en el mismo orden y con el mismo volumen de elución.[cita requerida]

## Elución de anticuerpos
La elución de anticuerpos es el proceso de eliminar los anticuerpos que están adheridos a sus objetivos, como la superficie de los glóbulos rojos. Las técnicas incluyen el uso de calor, ultrasonidos, ácidos o disolventes orgánicos. Ningún método es el mejor en todas las situaciones.

## Otras lecturas
- Brown, Phillis (2001). Advances in chromatography. CRC Press. pp. 36. ISBN 0-8247-0509-2.